# Wahagn Chatschaturjan

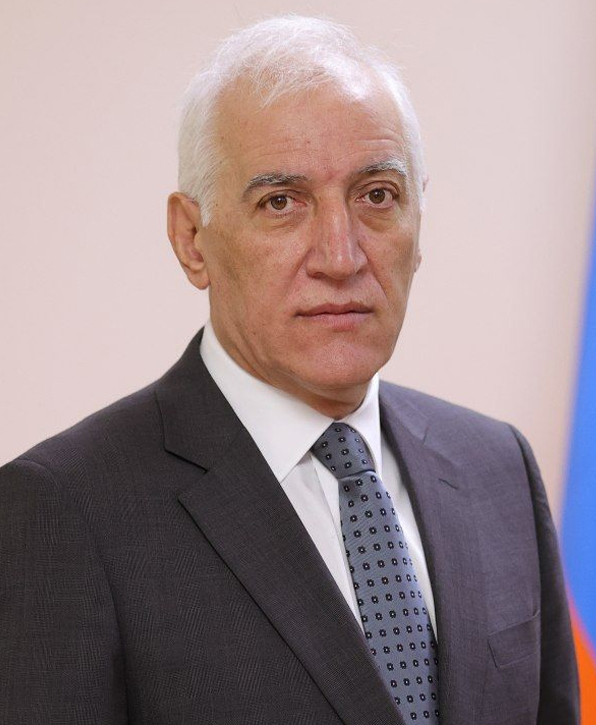
Wahagn Chatschaturjan (2022)

Wahagn Chatschaturjan (armenisch Վահագն Խաչատուրյան, englisch Vahagn Khachaturyan; * 22. April 1959 in Sissian, Armenische SSR, Sowjetunion) ist ein armenischer Ökonom, Politiker (parteilos, ehem. HAK), ehemaliger Bürgermeister Jerewans, ehemaliger Abgeordneter, ehemaliger Minister für Hochtechnologische Industrie, und seit 2022 der amtierende Staatspräsident der Republik Armenien.

## Werdegang
Chatschaturjan wurde 1959 in der armenischen Stadt Sissian geboren. Er studierte Wirtschaft am Institut für Volkswirtschaft Jerewan und machte dort 1980 seinen Abschluss als Ökonom. Von 1982 bis 1989 arbeitete er beim Unternehmen Hrasdanmasch (armenisch Հրազդանմաշ) und von 1989 bis 1992 als Stellvertretender Direktor in der Fabrik Mars.
Sein politisches Engagement begann 1990 mit dem Einzug in den Stadtrat von Jerewan, in welchem er bis 1996 vertreten war. Dabei war er seit 1992 Bürgermeister von Jerewan ("Vorsitzender des Exekutivkomitees" des Stadtrates). Von 1995 bis 1999 saß er als Abgeordneter in der armenischen Nationalversammlung und war von 1996 bis 1998 ein Berater des armenischen Präsidenten Lewon Ter-Petrosjan.
Im Jahr 2000 war Chatschaturjan Gründungsmitglied des Jerewaner Armat-Zentrums für die Entwicklung von Demokratie und Zivilgesellschaft, einer Nichtregierungsorganisation. Seit 2002 ist er zudem Vizepräsident eines ebenso in Jerewan verorteten Zentrums für politische, rechtliche und wirtschaftliche Forschung und Prognosen. 2006 wurde er auch zu einem Gründungsmitglied der soziopolitischen Initiative "Alternative".
Im Jahr der Gründung der liberalen Partei Armenischer Nationalkongress unter Vorsitz Ter-Petrosjans im Jahr 2013, wurde Chatschaturjan Mitglied der Partei. Zwischen 2019 und 2021 wirkte Chatschaturjan als "unabhängiges Mitglied" im Vorstand der Armeconombank, bevor er im Jahr 2021 von Premierminister Nikol Paschinjan in dessen drittes Regierungskabinett als Minister für Hochtechnologische Industrie berufen wurde.
Nach dem überraschenden Rücktritt des Staatspräsidenten Armen Sarkissjan beschloss die Fraktion der regierenden Partei Zivilvertrag Chatschaturjan als Kandidaten für das Amt zu nominieren. Da die Fraktion über eine absolute Mehrheit in der Nationalversammlung verfügte, galt Chatschaturjans Nominierung durch das Parlament als sicher, die am 3. März erfolgte. Dessen Vereidigung erfolgte daraufhin am 13. März 2022. Die zwei Oppositionsfraktionen stellten weder eigene Kandidaten auf, noch nahmen sie an der Vereidigungszeremonie teil. Da Staatspräsidenten keine Parteimitgliedschaft gestattet ist, trat Chatschaturjan im Februar 2022 noch vor seiner Nominierung aus dem Armenischen Nationalkongress aus, für welchen er bereits seit 2017 nicht mehr parteipolitisch aktiv gewesen war.
Mitte Oktober 2023 genehmigte Chatschaturjan offiziell den Beitritt des Landes zum Internationalen Strafgerichtshof.

## Privates
Chatschaturjan ist verheiratet, hat eine Tochter, einen Sohn und zwei Enkelkinder.